# Плоское (Черниговская область)
Пло́ское (укр. Плоске) — село в Носовском районе Черниговской области Украины. Население 1065 человек. Занимает площадь 2,88 км².
Код КОАТУУ: 7423884001. Почтовый индекс: 17114. Телефонный код: +380 4642.

## Власть
Орган местного самоуправления — Плосковский сельский совет. Почтовый адрес: 17114, Черниговская обл., Носовский р-н, с. Плоское, ул. Первомайская, 2.

## История
В XIX веке село Плоское было в составе Мринской волости Нежинского уезда Черниговской губернии. В селе была Михайловская церковь. Священнослужители Михайловской церкви:
- 1782-1788 - священник Тимофей Михайлович Мензеховский, священник Моисей Тимофеевич Мензеховский
- 1782-1788 - стихарный дьячек Михаил Саввин Фалей (Фалеев)
- 1808 - священник Михаил Саввин Фалей (Фалеев)
- 1842-1850 - священник и наместник Михаил Моисеевич Мензихонский
- 1842-1856 - диакон Алексей Романович Фалеев
- 1851-1858 - священник Трифон Стефановский
- 1856-1858 - диакон Демьян Ярошевский

## Известные уроженцы
- Фёдор Яковлевич Дубянский (1691—1769) —  протопресвитер Русской церкви, духовник императриц Елизаветы Петровны и Екатерины II
- Василий Васильевич Каталей (1818—1877) — генерал Русской императорской армии
- Андрей Степанович Мирошник (1922—1944) — Герой Советского Союза[3]